# アクエリアス
アクエリアス（Aquarius）は、コカ・コーラ社が製造するスポーツドリンクである。略称はアクエリ。

## 概説
1980年4月に発売された大塚製薬の「ポカリスエット」に対抗する商品として、1983年4月、日本コカ・コーラにより発売された。
当時スポーツドリンクの世界では「ゲータレード」（日本では終売）が市場の先駆者として幅を利かせていて、コカ・コーラの米本社も開発を進めるもなかなか上手くいかなかった。
「ポカリスエット」もまた「ゲータレード」を意識して作られた経緯があり、寒候期の利益確保対策として多品種化を積極的に進めてきた日本のコカ・コーラグループが米本社に先んじる形で商品化に漕ぎ着けた。このノウハウを権利行使して米本社が吸収し、日本に遅れること5年で「パワーエイド」の発売に繋げた。
アジア、アメリカ、ヨーロッパなどの26か国・地域で販売されており（2014年11月現在）、「パワーエイド」と共に国際オリンピック委員会、国際パラリンピック委員会、FIFAワールドカップの公式スポーツ飲料である。
「ポカリスエット」より甘味は少なくさっぱりした風味で、浸透圧は体液にほぼ等しく、このような飲料はアイソトニック飲料とも称される。
名称の由来は、みずがめ座のラテン語名である Aquarius の英語読みによる。

## 種類

### 期間限定商品
- アクエリアス スパークリング（夏季限定）

### 販売終了品

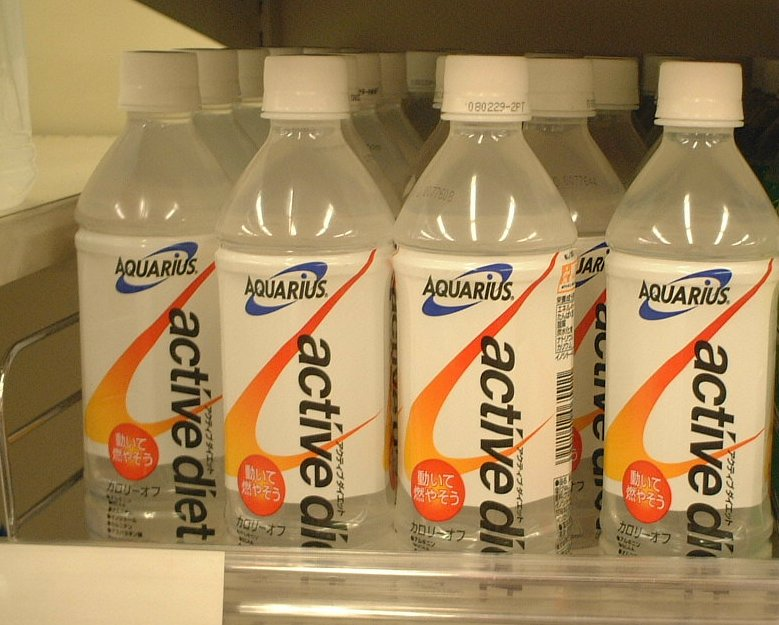
アクエリアス アクティブ ダイエット
（500mlペットボトル）

| 商品名                                                                                               | 発売日        | 備考 |
| --- | ------------- | --- |
| アクエリアス シャープチャージ                                                                        | 2007年6月25日 | |
| アクエリアス アクティブ ダイエット                                                                   | 2005年5月     | 今までの「カロリー制限」のダイエットではなく、「身体を動かす」アクティブなダイエットという製品特性を持つ。 2007年4月23日にリニューアル、2008年5月 にアクエリアス ゼロの発売と入れ替わりに販売終了となる。 |
| アクエリアス リアルプロ レッド/ホワイト                                                              | 2006年6月     | 粉末飲料 アミノ酸に加え、持久力強化を謳った「レッド」には、クラスターデキストリンが、瞬発力強化を謳った「ホワイト」にはマルトースとBCAAがそれぞれ配合されている。 |
| アクエリアスゼリー パワフルショット/リカバリーショット/コンディショニングショット/バーニングショット |               | ゼリー飲料 |
| アクエリアス レモン                                                                                  |               | |
| アクエリアス ビタミンガード                                                                          |               | |
| アクエリアス フリースタイル                                                                          | 2006年4月     | 炭酸飲料。ペットボトル入りの「アクエリアス フリースタイル」と、缶入り主体の「アクエリアス フリースタイルX」の2種類があった。 炭酸と3つの成分（アミノ酸、クエン酸、D-リボース）を配合した、カロリーオフで飲みやすいシトラスフレーバーの炭酸入りスポーツドリンク。 炭酸が運動後の身体のリカバリーをサポートする。490ml缶は増量缶で、主に自動販売機で販売されていた。また、「フリースタイル」と「フリースタイルX」では成分構成が一部異なっており、「フリースタイルX」は「フリースタイル」では含まれている保存料（安息香酸Na）が入っていない代わりに酸化防止剤（ビタミンC）が配合されている。 |
| アクエリアス スパークリング レモン                                                                   |               | |
| アクエリアス ネオ                                                                                    |               | |
| アクエリアス イオシス                                                                                |               | |
| アクエリアス マックス                                                                                |               | |
| アクエリアス クリアレモン                                                                            |               | |
| アクエリアス ミネラルバランス                                                                        |               | |
| アクエリアス プロ リカバリーショット                                                                 | 2010年3月8日  | アディダスとのコラボレーション商品 |
| アクエリアス クエン酸イン                                                                            |               | イオングループの店舗限定販売品 |
| アクエリアス オアシス                                                                                | 2009年6月     | アクエリアス アクティブ ダイエットと全く同じ成分構成のアクエリアス オアシスが発売される。セブン&アイホールディングスのグループ店舗限定販売品 |
| アクエリアス エナジーエックス                                                                        |               | セブン&アイホールディングスのグループ店舗限定販売品 |
| アクエリアス アイスミント                                                                            |               | セブン&アイホールディングスのグループ店舗限定販売品 |
| アクエリアス デイスタート                                                                            |               | |
| アクエリアス スパークリング ゼロ                                                                     |               | |
| アクエリアス 朝3・プラス                                                                             |               | 「アクエリアス デイスタート」の商品名が変更された。 |
| 海と太陽の恵み（FROM AQUARIUS）                                                                      |               | 終売後に新ブランド「Toreta!(とれた!)」へ継承。海外版ではToreta!もアクエリアスのサブブランドの一つである。 |
| アクエリアス ウォーター                                                                              |               | 終売後に「アクエリアス クリアウォーター」へ継承。 |
| アクエリアス ビタミン                                                                                |               | 「アクエリアス 1日分のマルチビタミン」へ継承される。 |
| アクエリアス ビタミン パウダー                                                                       |               | 「アクエリアス 1日分のマルチビタミン パウダー」へ継承される。 |

## CMソング
- Galaxy Girl/角松敏生（1991年）
- 洗いたての時間/かとうれいこ（1992年、ネオ）
- くちびる/GEARS（1993年、ネオ）
- innocent world/Mr.Children（1994年、ネオ・イオシス）
- 救助完了/東京バナナボーイズ&橋幸夫（1996年）
- vis a vis/ACEILUX（1999年）
- いかすぜOK/↑THE HIGH-LOWS↓（2002年）
- 夏なんだな/↑THE HIGH-LOWS↓（2003年）
- クシコスポスト（2004年。一部CM用にアレンジされている）
- 天国と地獄（2004年）
- 春の歌/スピッツ（2005年）
- 明日に架かる橋/レミオロメン（2006年、フリースタイル）
- みそか/スピッツ（2006年）
- うるわしきひと/いきものがかり（2007年、ビタミンガード）
- 夏空グラフィティ/いきものがかり（2007年、ビタミンガード）
- WAO!/ユニコーン（2009年）
- 裸の太陽/ユニコーン（2010年）
- サイハテアイニ/RADWIMPS（2017年）
- 月色ホライズン/［ALEXANDROS］（2019年）
- SPEED/なとり（2025年）

## CM出演者
前述のとおり、国際オリンピック委員会・国際サッカー連盟・日本オリンピック委員会の公式スポーツドリンク飲料としていることから、プロスポーツ選手を起用する傾向が多い。（選手強化キャンペーン参照）
2009年にはプロダクション・アイジーによるアニメーションを採用したテレビCM「AQUARIUS　HEROES」が放送され、同年の「BRAND OF THE YEAR 2009」のTOP1000 ブランドに選出された。
また、CM以外のPRの例としては、石崎直美と愛咲陽子が、2005年に「アクエリアス アクティブ ダイエット隊」として活動していたことが挙げられる。
- 皆川ユキ（1991年）
- かとうれいこ（1992年、ネオ・イオシス）
- 田村亮子（1993年）
- 内田有紀（1993年、ネオ・イオシス）
- 小林由美恵（1994年、ネオ・イオシス）
- 井上晴美（1996年）
- 上村愛子（1999年・2010年）
- 小野伸二（1999年）
- 田中雅美（2000年）
- 中村俊輔（2001年）
- ランディ・ジョンソン（2002年）
- イアン・ソープ（2002年）
- 城島健司（2002年・2003年）
- 北島康介（2004年・2009年※、ビタミンガード・2011年 - 2012年）
- 田中達也（2004年）
- 横峯さくら（2005年）
- 水野美紀（2005年、アクティブダイエット）
- 井口資仁（2006年）
- 中田英寿（2006年）
- 篠原涼子（2006年、アクティブダイエット）
- 佐藤隆太（2006年、フリースタイル）
- 岡田義徳（2006年、フリースタイル）
- 相武紗季（2007年、ビタミンガード）
- 松坂大輔（2007年・2009年※）
- 浅尾美和（2009年※、ゼロ・2010年）
- 石川遼（2009年※・2010年 - 2012年）
- 道端ジェシカ（2010年、ビタミンガード）
- 魅川憲一郎（2010年、沖縄版CM）
- 綾瀬はるか（2011年・2012年、ビタミンガード）
- 澤穂希（2012年）
- オダギリジョー（2012年、ゼロ）
- 本田圭佑（2010年 - 2012年・2014年）
- 松岡茉優（2016年、ウォーター）[7]
- 田岡なつみ（2017年）
- 清野菜名（2017年、クリアウォーター）
- 滝沢カレン（2017年、1日分のマルチビタミン）
- 森星（2018年、S-Body）
- 白井健三（2018年）
- 大谷翔平（2019年 - 2021年）
- 鈴野いおり（2019年）
- 三笘薫（2021年）
- 生瀬勝久（2022年）
- 広瀬アリス (2022年）
- 鈴木貴之（2022年）
- 烏野高校排球部（ハイキュー!!）（2025年）[8]

※はアニメ『AQUARIUS HEROES』シリーズでの出演

## アクエリアス パートナー契約プロジェクト
2016年2月22日、「目標に向かってカラダを動かす人を応援」する「アクエリアス パートナー契約プロジェクト」が始動。パートナー第1号は秋元才加。